# آدم بوب
آدم بوب (بالإنجليزية: Adam Bob)‏ هو لاعب كرة قدم أمريكية أمريكي، ولد في 30 أكتوبر 1967.

## وصلات خارجية
- آدم بوب على موقع مرجع كرة القدم المحترفة.كوم (الإنجليزية)